# شايبي لخضر
لخضر بن حمودة بن أحمد بن عباس أو شايبي لخضر المولود سنة 1926 بضواحي زغاية لدى أسرة متوسطة الحال، تربي في بيته العائلي رفقة أبناء أعمامه وكان دائم التنقل بين زغاية وإحدى قرى مدينة ميلة المعروفة بمنطقة السرى والتي تتميز بتضاريس جبلية وشتاء بارد قارس.

## تعليمه
تلقى تعليمه الأول في كتاب القرية لدى شيخ يعرف بالشيخ قردون ثم التحق بالمدرسة الباديسية بمدينة قسنطينة والتي لا تبعد كثيرا عن هاته القرية حيث تعلم على يد العلامة المعروف الشيخ عبد الحميد ابن باديس لتربطه علاقة متينة مع بعض الطلاب والمعروفين في منطقة قسنطينة مثل الشيخ بن جلول. وعند اتمامه الدراسة هناك وبعد عام من عودته إلى القرية عاد ليغادرها مرة أخرى لكن هاته المرة إلى المعهد الفرنسي للتعمير والهندسة ليتلقى تعليمه هناك ويتخرج سنة 1947

## نشاطه السياسي
في فترة دراسته بالمعهد الفرنسي أصبح متمرسا بالميدان السياسي وناشطا سياسيا بارزا في حزب الشعب الجزائري بمنطقة الشرق الجزائري، وقد كان دائما يوجه خطابات سياسية داعية إلى الثورة والاستقلال، مما جعل سلطات الاحتلال تقدم على اعتقاله لعدة أيام سنة 1948، ليطلق سراحه بعد أيام من اعتقاله، ليهاجر إلى فرنسا بعد ذلك ليتعرف هناك على بعض الاشخاص الذين ينشطون سياسيا. وبعد سنوات من الهجرة عاد إلى أرض الوطن سنة 1950. ليكون ضمن الجماعة المحببة إلى مصالي الحاج وكانت هناك عدة زيارات متبادلة بيهما، إلى غاية 1953.

## إتحاقه بالثورة
التحق بالجبل قبل قيام الثورة المظفرة، وقد شارك في عملية الهجوم بمنطقة سكيكدة على الجيش الاستعماري يوم 3 نوفمبر 1954 بعد اعتقال 60 شابا جهاديا بمنطقة عنابة، وكان يرثي أولئك الشباب في خطاباته ببعض المشاتي بالمنطقة، وليعين بعد ذلك قائدا لمنطقة زغاية وضواحيها سنة 1955 بعد هجمات الشمال القسنطيني.

## استشهاده
و قد استشهد في ساحة الشرف يوم 18 يناير 1961 بعد قصف مكان تواجده بمنطقة أولاد صالح بجانب واد المالح بطائرة طوافة من نوع الموشار.

## قيل عنه
تغنى به العديد من الشعراء والفنانين وعلى سبيل المثال لا الحصر قال عنه الفنان الجزائري المشهور رابح درياسة: 
و واد المالح هو واد يعبر بضواحي زغاية آنذاك.